# Schloss Simsdorf

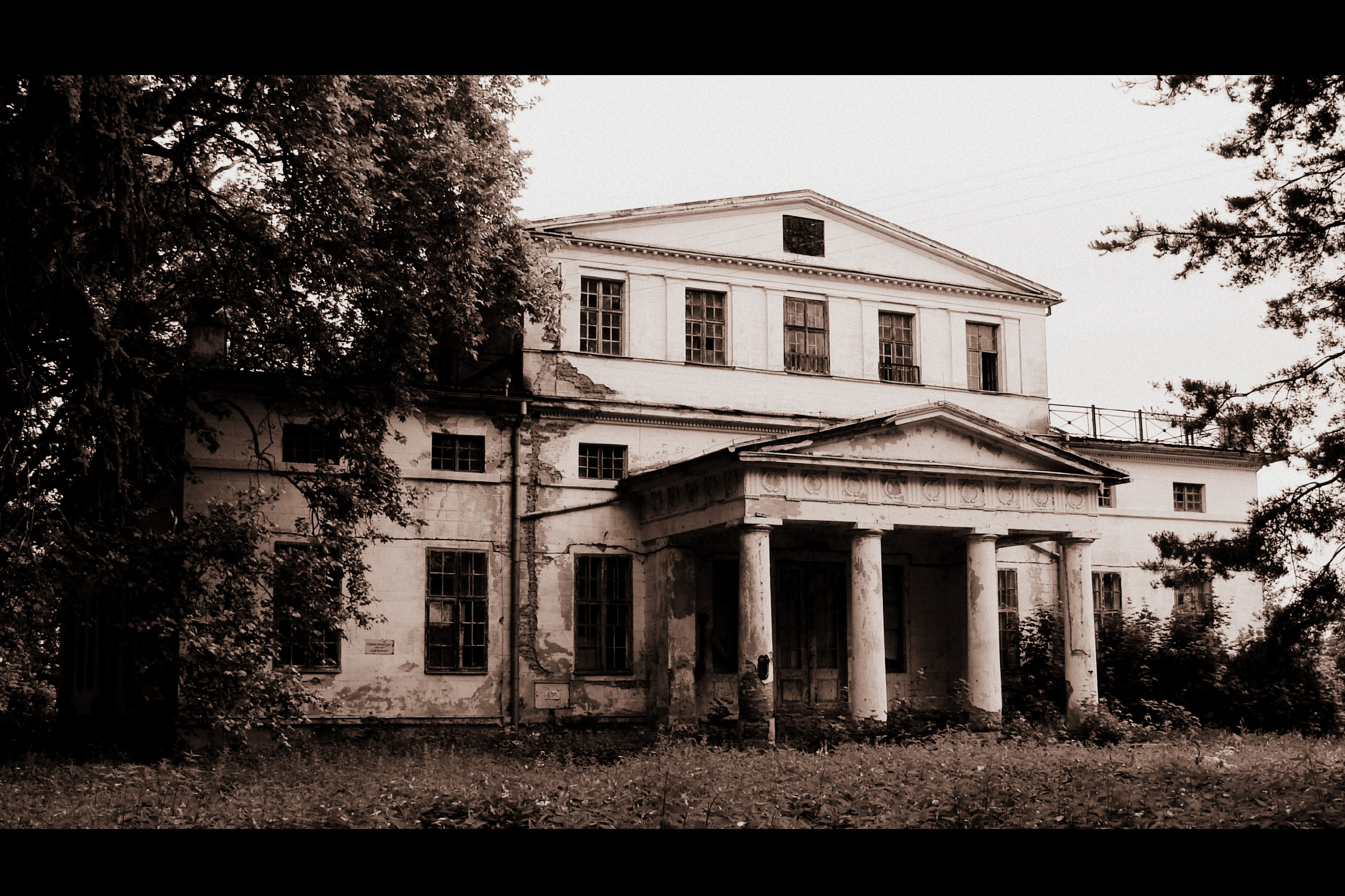
Schloss Simsdorf

Schloss Simsdorf (polnisch Pałac w Szymanowie) ist ein Schloss im Dorf Szymanów (deutsch: Simsdorf) im Powiat Świdnicki in der Woiwodschaft Niederschlesien in Polen.

## Geschichte
Simsdorf gehörte zusammen mit dem benachbarten Schollwitz (heute: Siodłkowice) ab 1743 den von Sternberg auf Schloss Hohenfriedeberg. Ab 1789 waren die Freiherren von Seherr-Thoß Besitzer des Schlosses. Vermutlich entstand das heutige, durch seine Architektur bemerkenswerte Schloss nach 1825. Seine Gestaltung zitiert das von Karl Friedrich Schinkel bis 1821 errichtete Berliner Schauspielhaus.
Nach 1945 wurde das Schloss Verwaltungssitz einer Landwirtschaftlichen Produktionsgenossenschaft. Zwar wurde der Bau 1983 renoviert, ist aber seit Ende der 1990er Jahre in Privatbesitz und verfällt.

## Bauwerk
Das Schloss hat eine ungewöhnliche basilikale Staffelung. Der Mitteltrakt ist von niedrigen Seitenflügeln mit Mezzanin eingefasst. Im Inneren bildet eine ovale Halle mit umlaufenden ionischen Säulen die Empfangshalle. Vor den Mitteltrakt wurde ein dorischer Portikus gesetzt.